# Переменная звезда типа α² Гончих Псов

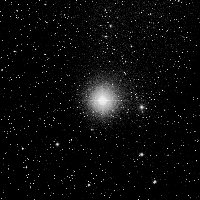
Альферац — типичная звезда типа α² Гончих Псов'

Переменная звезда типа α² Гончих Псов — тип вращающихся переменных звёзд. Это звёзды главной последовательности спектральных классов B8p-A7p. Они обладают сильными магнитными полями, их атмосферы химически-пекулярны — в спектрах присутствуют аномально усиленные линии кремния, стронция, хрома и редкоземельных элементов. Интенсивности спектральных линий подобных звёзд меняются вместе с напряжённостью магнитного поля. Периодичность этих изменений совпадает как с периодом вращения звезды, так и с периодом изменения блеска, лежащим в пределах от 0,5 до 160 дней. Амплитуды изменения блеска составляют от 0,01 до 0,1 звёздной величины.
Прототипом класса переменных звёзд является звезда Сердце Карла (α² Гончих Псов), изменяющая свою яркость на 0,14m с периодом 5,47 дня.
Из ярких звёзд к этому типу относятся Алиот (ε Большой Медведицы) и Альферац (α Андромеды).
В классификации 4-го издания Общего каталога переменных звёзд этот тип звёзд обозначается ACV.

## Примеры переменных звёзд типа α² Гончих Псов
В таблице представлен список переменных звёзд типа α² Гончих Псов, видимая звёздная величина которых меньше 4,5m (которые, следовательно, обычно можно увидеть невооружённым глазом).
| №  | Имя            | Обозначения Байера        | Максимальная видимая звёздная величина | Минимальная видимая звёздная величина или диапазон изменения амплитуды(*) | Период (дней) | Спектр           |
| -- | -------------- | ------------------------- | -------------------------------------- | ------------------------------------------------------------------------- | ------------- | ---------------- |
| 1  | Алиот          | эпсилон Большой Медведицы | 1,76                                   | 0,02*                                                                     | 5,0887        | A0p(Cr-Eu)       |
| 2  | Альферац       | альфа Андромеды           | 2,02                                   | 2,06                                                                      | 0,9662        | B8IVp(Hg-Mn)     |
| 3  | Махасим        | тета Возничего            | 2,62                                   | 2.7                                                                       | 1,3735        | B9.5p(Si)        |
| 4  | Сердце Карла A | альфа2 Гончих Псов        | 2,84                                   | 2.98                                                                      | 5,4694        | B9.5Vp(Si-Cr-Eu) |
| 5  | —              | Мю Зайца                  | 2,97                                   | 3.41                                                                      | 2             | B9IIIp(Hg-Mn)    |
| 6  | —              | альфа Циркуля             | 3,18                                   | 3.21                                                                      | ?             | ?                |
| 7  | —              | альфа Золотой Рыбы        | 3,26                                   | 3.3                                                                       | 2,95          | A0IIIp(Si)       |
| 8  | Нусакан        | бета Северной Короны      | 3,65                                   | 3.72                                                                      | 18,487        | F0IIIp(Sr-Cr-Eu) |
| 9  | —              | Фи Дракона                | 4,22                                   | 0,04*                                                                     | 1,7165        | A0p(Si)          |
| 10 | —              | бета Гидры                | 4,27                                   | 0,04*                                                                     | 2,344         | B9IIIp(Si)       |
| 11 | —              | Дельта3 Тельца            | 4,29                                   | 4.32                                                                      | 57,25         | A2/3IV/Vm        |
| 12 | —              | Омега Змееносца           | 4,44                                   | 4.51                                                                      | 2,99          | A7p(Sr-Cr)       |
| 13 | —              | Йота Кассиопеи            | 4,45                                   | 4.53                                                                      | 1,74          | B9p(Cr-Sr)       |
| 14 | —              | QW Кормы                  | 4,47                                   | 0.027*                                                                    | ?             | ?                |